# 夜のお楽しみ袋
『夜のおたのしみ袋』（よるのおたのしみぶくろ）は、森山塔による日本の成人向け漫画作品。フランス書院『コミック文庫』より単行本が出版された。

## 収録
- 仲よし倶楽部
- なんたって××××
- レアチーズケーキ
- わいせつの感じ
- Mopping Up
- とらわれ下半身
- はのない　うさぎのくち
- 萬字高校イエロー・エクスプレス
- 舐め舐めして！！
- 海辺の情景
- 夢で逢えたら
- 理科実験の図鑑
- エロマンガへの誘い
- 女淫とは何か？
- エロかいて腐ってしまうようなヘナチョコ感性はブタに食わせなさい
- 僕の地下室においで

## 単行本
全1巻 。
- 1988年12月31日発行 ISBN 4-82967-082-7